# Réserve de faune de Binder-Léré
La réserve de faune de Binder-Léré est une réserve de faune située au Tchad créée le 24 avril 1974 par le décret N°169/PR/EFPC/PNR.
La réserve a été reconnue site Ramsar le 14 novembre 2005, notamment pour sa diversité de zones humides
La réserve est occupée par le peuple Moundang. 

## Menaces
Le braconnage est l'une des menaces principales sur la réserve, notamment pour alimenter le commerce illégal de l'ivoire à partir des éléphants.